# Simone Young
Simone Margaret Young (Sydney, 2 de março de 1961) é uma maestrina australiana, particularmente conhecida pelos seus trabalhos em óperas.

## Biografia
Young começou a sua carreira na Casa de Ópera de Sydney em 1985. Nos seus primeiros anos, ela foi assistente de James Conlon na Ópera de Colônia e assistente de Daniel Barenboim na Ópera Estatal de Berlim e no Festival de Bayreuth. Desde então, ela dirigiu no Royal Opera House, Covent Garden em Londres; na Ópera Estatal de Viena; na Ópera de Bastille; no Metropolitan Opera em Nova Iorque e em outras importantes casas de óperas e com prestigiosas orquestras do mundo. De 1998 até 2002, Young foi a maestrina principal da Orquestra Filarmônica de Bergen, na Noruega. De 2001 até 2003, Young foi a maestrina chefe da Ópera da Austrália em Sydney. Young dirigiu pela primeira vez na sua Ópera Estatal de Hamburgo em 1996. Em Maio de 2003, ela foi nomeada a chefe executiva da Ópera Estatal de Hamburgo e maestrina chefe da Orquestra Filarmônica de Hamburgo, postos que ela assumiu em 2005. Em 2006 ela tornou-se professora de música e teatro na Universidade de Hamburgo. Dirigiu a Orquestra Sinfónica de Sydney quando tocaram ''Avança Austrália Justa'' na cerimónia de abertura dos Jogos Olímpicos de Verão de 2002 em Sydney.
Young foi a primeira maestrina da Ópera Estatal de Viena em 1993. Ela conduziu a Orquestra Sinfônica de Sydney. Em novembro de 2005 foi a primeira maestrina a conduzir a Filarmônica de Viena.

## Vida pessoal
Young recebeu títulos honorários das universidades de Sydney e Melbourne. Ela foi apontada Dama das Artes e das Letras da França.